# 小野方義
小野 方義（おの ほうぎ、生没年不詳）とは、江戸時代の浮世絵師。

## 来歴
師系・経歴は一切不明。浮世絵太田記念美術館所蔵の「巴屋遊女と禿図」（紙本着色）に「赤石家臣　縣氏小野姓方義圖畫之」の落款があり、この絵の作者として知られるのみである。落款にある「赤石家」についても不明。ただし宮川派の絵師宮川一笑が、伊豆国新島に流罪となって縣（あがた）の姓を名乗ったことから、一笑に関わりある人物かともいわれているが、これも定かではない。作画期は宝暦の頃といわれている。